# Mi-58 (航空機)
Mil Mi-58はMi-28をベースとしているツイン・タービン式のヘリコプターで1995年のパリ航空ショーで初めて開発計画が発表された。
このヘリコプターは2,088kW Klimov TV3-117VMA-SB3 ターボシャフトエンジンを搭載しMi-28sのメイン・ローターデルタ 、テイル・ローター、固定3輪ランディング・ギアを流用し定員は20名と発表された。

## External links
- Mil Mi-58 at www.aviastar.org （英語）
- Global Security（英語）